# エドワード・モンタギュー (1692-1722)

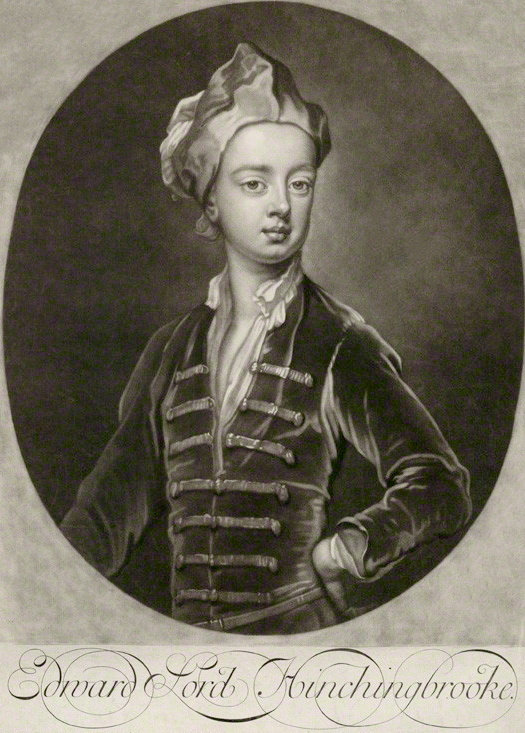
ヒンチンブルック子爵の肖像画、1700年。

ヒンチンブルック子爵エドワード・リチャード・モンタギュー（英語: Edward Richard Montagu, Viscount Hinchingbrooke、1692年7月7日 – 1722年10月3日）は、グレートブリテン王国の政治家。ホイッグ党に属し、1713年から1722年まで庶民院議員を務めた。

## 生涯
第3代サンドウィッチ伯爵エドワード・モンタギューと妻エリザベス（Elizabeth、旧姓ウィルモット（Wilmot）、1757年7月2日没、第2代ロチェスター伯爵ジョン・ウィルモットの娘）の息子として、1692年7月7日に生まれた。1706年5月14日、ケンブリッジ大学トリニティ・カレッジに入学した。1707年よりグランドツアーに出て、1708年3月にヴェネツィアに到着した後、ローマとナポリを旅したほか、パドヴァ大学で学んだ。
父の第3代サンドウィッチ伯爵が精神疾患を患ったため、祖父の弟にあたるシドニー・ウォートリー・モンタギューがサンドウィッチ伯爵家の領地を管理した。一方で母もサンドウィッチ伯爵家の影響力を利用しようとして、領地の掌握を目指して度々シドニーと争い、1707年には初代モンタギュー公爵ラルフ・モンタギューと話し合い、第3代サンドウィッチ伯爵の許可を得ずにヒンチンブルック子爵を公爵の孫娘と結婚させた。
1709年にリチャード・テンプルの竜騎兵連隊でcaptain-lieutenantとして指揮官の1人になり、スペイン継承戦争に参戦した後、1712年に大尉に昇進した。
1713年イギリス総選挙直前に成人すると、ハンティンドンシャーの治安判事に任命され、総選挙でハンティンドン選挙区から出馬した。この選挙ではウォートリー・モンタギュー家と争わず、シドニー・ウォートリー・モンタギューとともに無投票で当選した。また、地元のトーリー党員の支持を受けてハンティンドンシャー選挙区でも出馬したが、285票（得票数4位）しか得られず大敗した。
カウンティ選挙区でトーリー党員の支持を受け、ジョナサン・スウィフトもヒンチンブルック子爵が「熱心なトーリーとして育てられた」（grown a strenuous Tory）と述べたが、ヒンチンブルック子爵は議会でホイッグ党の一員として行動、1714年3月にはリチャード・スティールの議会追放への反対演説をした。
ハノーヴァー朝において、1715年イギリス総選挙でシドニー・ウォートリー・モンタギューとともに再選、1722年イギリス総選挙でハンティンドンシャーに鞍替えして再選した。議会では引き続きホイッグ党員として行動、1716年に七年議会法案に賛成票を投じ、ホイッグ党分裂期では1719年1月にロバート・ウォルポールとともに便宜的国教徒禁止法と教会分裂阻止法の廃止に反対した。1719年12月の貴族法案には投票せず、1720年の南海泡沫事件ではウォルポールに同調した。
陸軍でも昇進を繰り返し、1715年にジョージ1世のエー＝ド＝カン（副官）に任命され、1716年/1717年に中佐に昇進、1717年9月に大佐に昇進した。
1722年2月23日にハンティンドンシャー統監に就任、同年10月に死去するまで務めた。
1722年10月3日にバースのアビー・ハウス（Abbey House）で父に先立って死去した。

## 家族
1707年4月12日、エリザベス・ポパム（Elizabeth Popham、1761年3月20日没、アレクサンダー・ポパムの娘）と結婚、3男2女をもうけた。
- メアリー（1709年6月18日 – ?） - 早世[10]
- エリザベス（1711年5月29日 – 1762年12月11日） - 1737年9月1日、ケランド・コートネイ（1707年? – 1748年3月8日埋葬、ウィリアム・コートネイの息子）と結婚、子供あり[11]。その後、ウィリアム・スミス（William Smith）と再婚、子供なし[10]
- エドワード（1715年4月7日 – ?） - 早世[10]
- ジョン（1718年11月4日 – 1792年4月30日） - 第4代サンドウィッチ伯爵[2]
- ウィリアム（1720年ごろ – 1757年2月10日） - 庶民院議員。1749年11月13日、シャーロット・ネイラー（Charlotte Naylor、フランシス・ネイラーの娘）と結婚、子供なし[12]